# Sânpetru, Hunedoara
Sânpetru este un sat în comuna Sântămăria-Orlea din județul Hunedoara, Transilvania, România.

## Obiective turistice
- Biserica „Sf.Gheorghe" din sec. XIII-XIV se numără printre cele mai vechi monumente românești de zid păstrate în Transilvania. Are plan dreptunghiular, cu pinion triunghiular pe fațada vestică, cu absida pătrată boltită în cruce. Pictură murală sub tencuială (parțial restaurată).
- Situl fosilifer cu dinozauri de la Sânpetru (rezervație naturală).

## Imagine

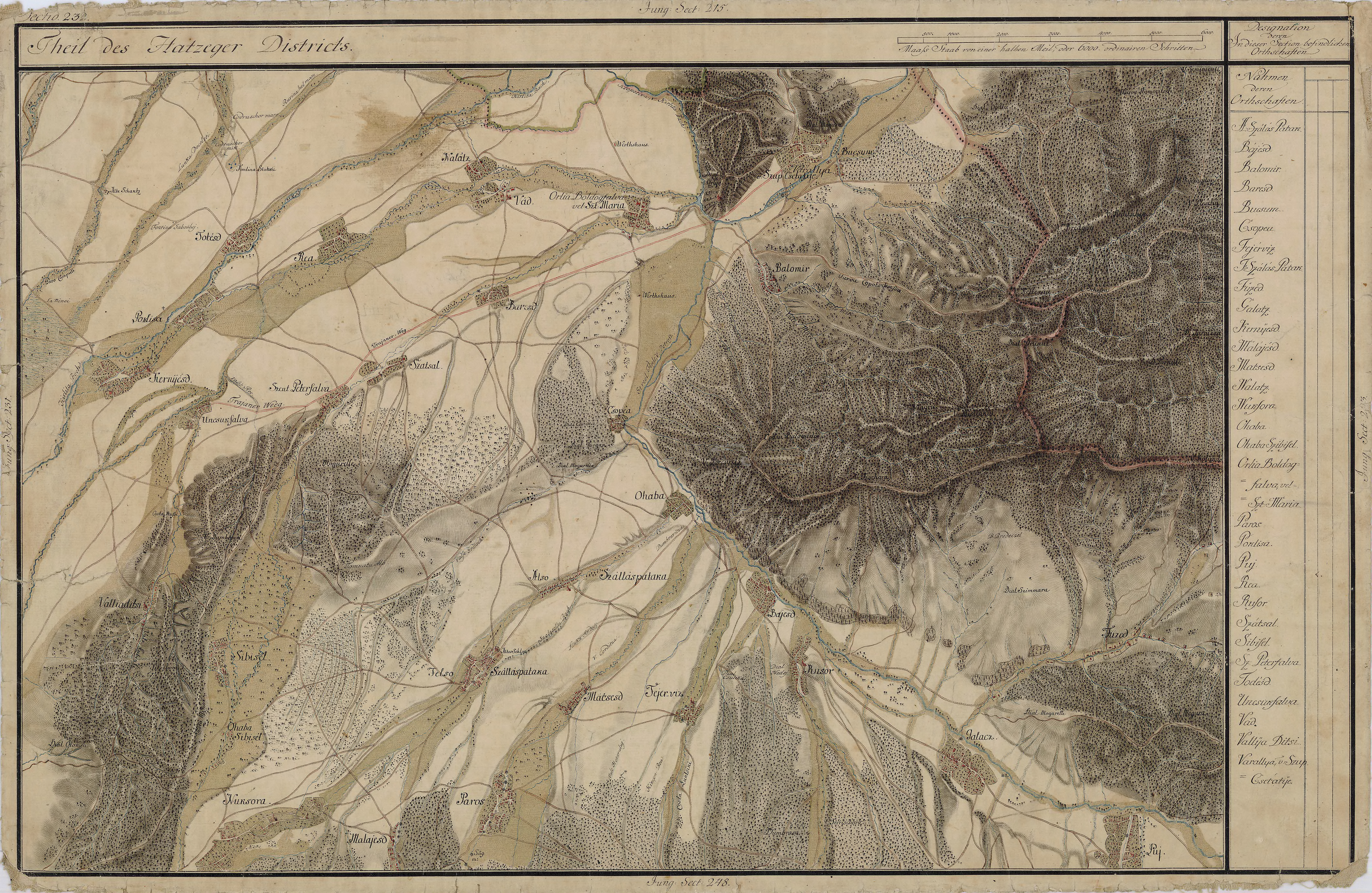
Sânpetru în Harta Iosefină a Transilvaniei, 1769-1773
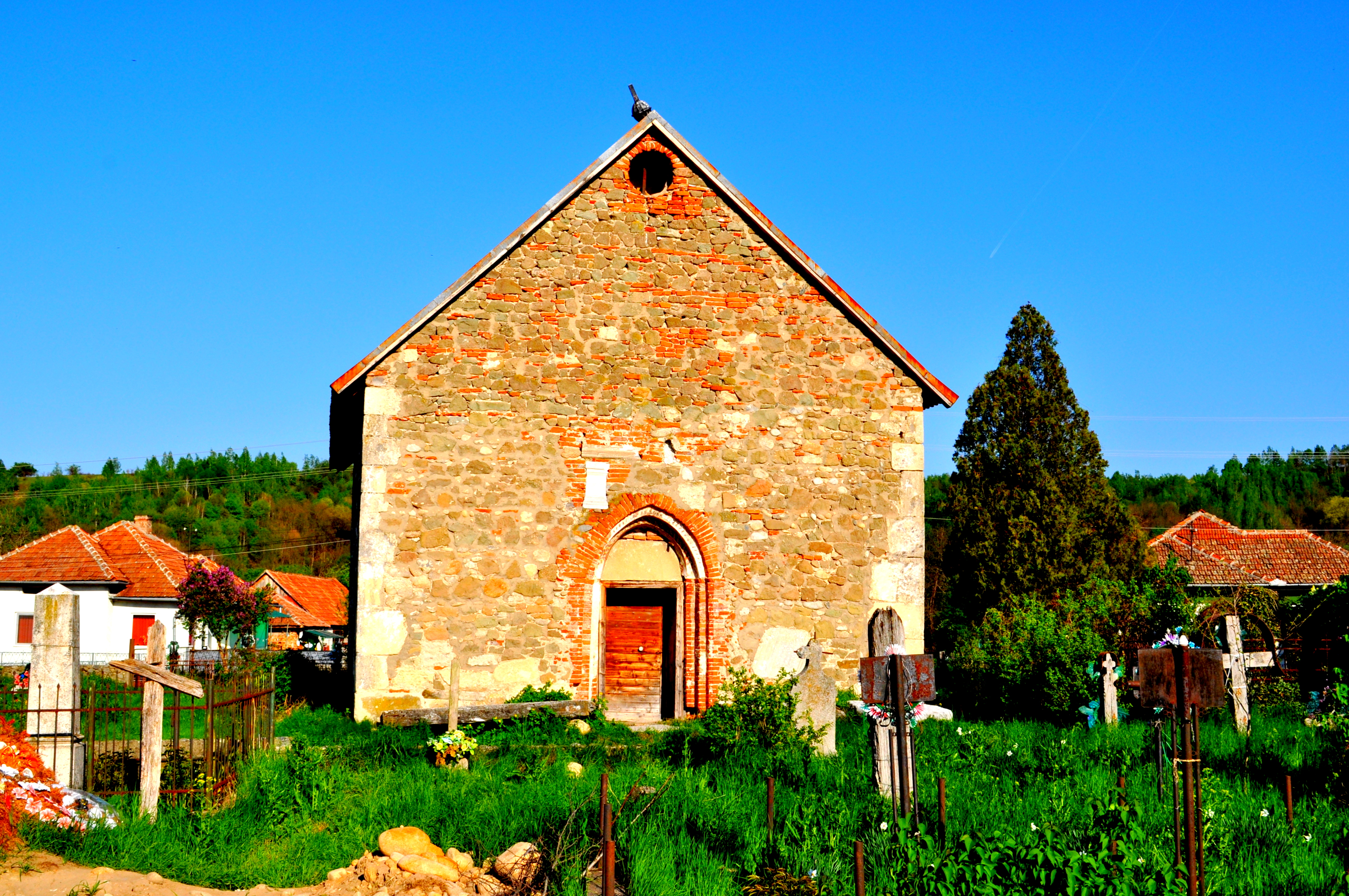
Biserica Sf. Mare Mucenic Gheorghe din Sânpetru (monument istoric)
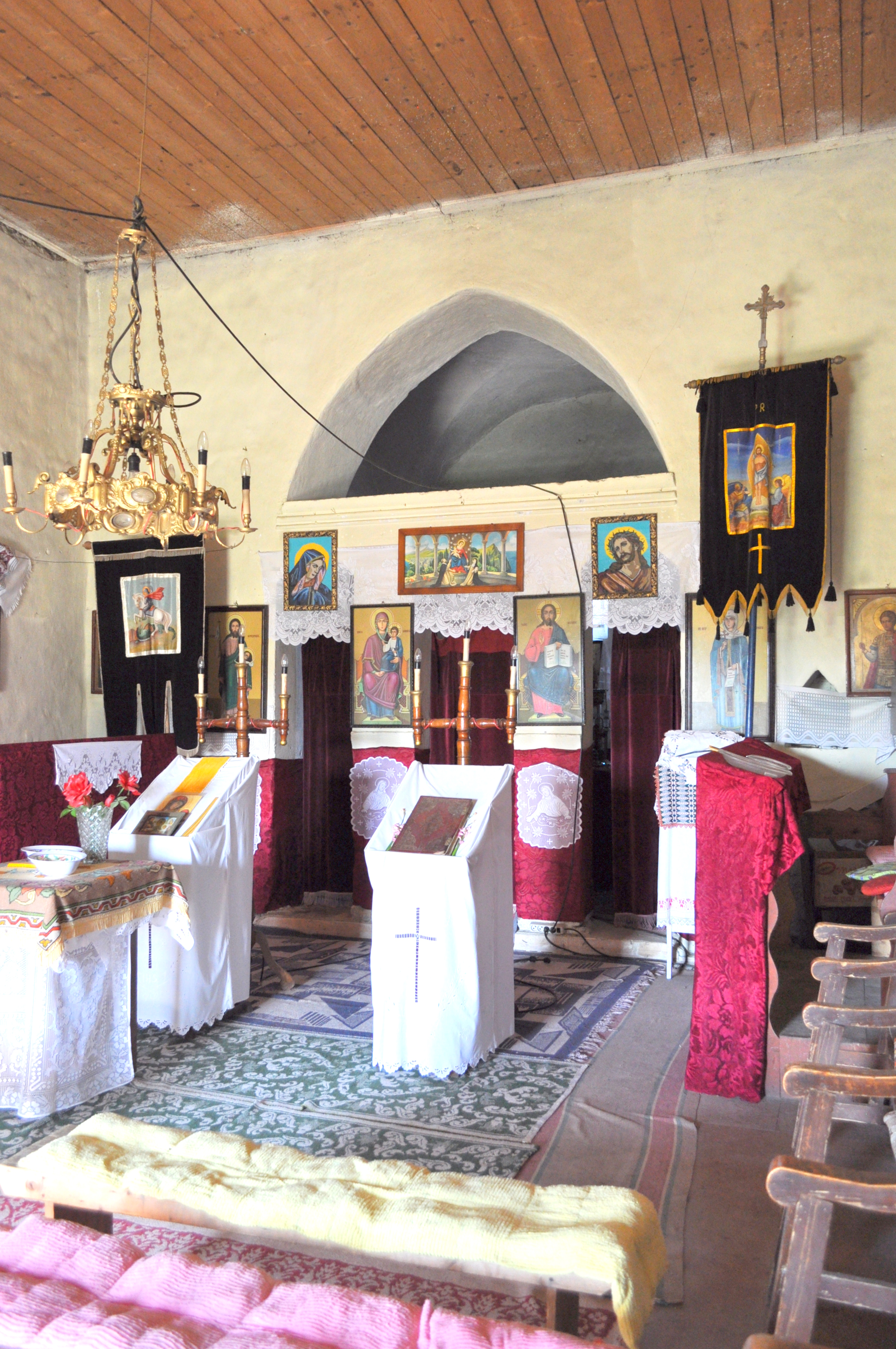
Biserica Sf. Mare Mucenic Gheorghe din Sânpetru (monument istoric)